# روت (وستروالد)
روت (به آلمانی: Rott) یک شهر در آلمان است که در راینلاند-فالتس واقع شده‌است.

## خصوصیات
روت ۴۶۰ نفر جمعیت دارد.